# Vionnaz
Vionnaz ([vjɔn(ə)], toponimo francese; in tedesco Vienen, desueto) è un comune svizzero di 2 594 abitanti del Canton Vallese, nel distretto di Monthey.

## Monumenti e luoghi d'interesse
- Chiesa parrocchiale cattolica, eretta nel 1903[1].

## Società

### Evoluzione demografica
L'evoluzione demografica è riportata nella seguente tabella:
Abitanti censiti

## Economia

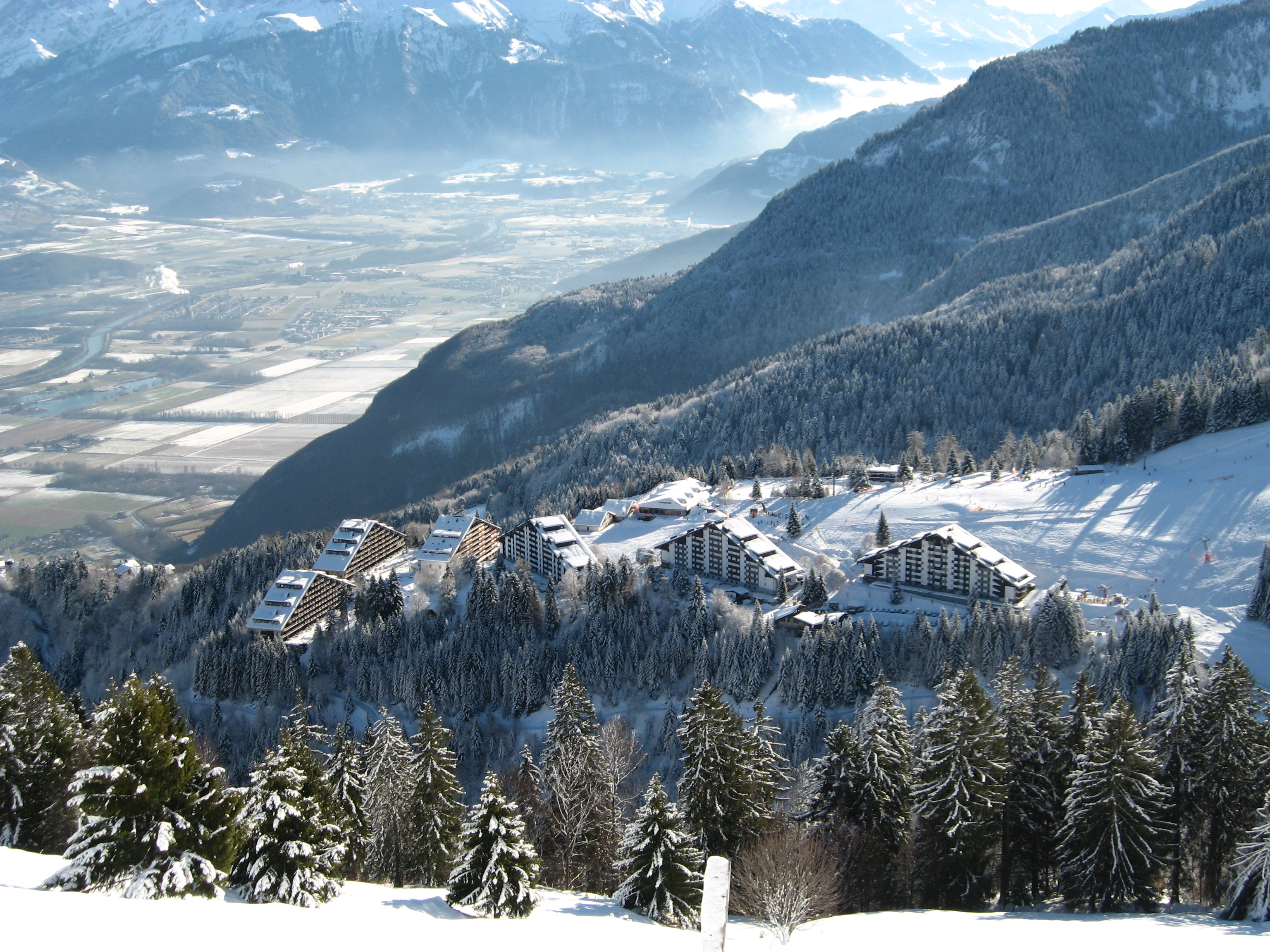
Torgon

Nel territorio comunale sorge la stazione sciistica di Torgon, parte del comprensorio Portes du Soleil, sviluppatasi a partire dagli anni 1950-1960.

## Infrastrutture e trasporti
Vionnaz è attraversato dal canale Stockalper, che unisce Collombey-Muraz al Lago di Ginevra. È servito dall'omonima stazione sulla ferrovia Saint-Gingolph-Saint-Maurice.

## Amministrazione
Ogni famiglia originaria del luogo fa parte del cosiddetto comune patriziale e ha la responsabilità della manutenzione di ogni bene ricadente all'interno dei confini del comune.